# ヴィネガー・ジョー
ヴィネガー・ジョー（Vinegar Joe）は、1971年にロンドンで結成されたイングランドのR&Bバンド。アイランド・レコードから3枚のアルバムをリリースしたが、そのライブと、エルキー・ブルックスとロバート・パーマーのソロ・キャリアの立ち上げとなったことで最もよく知られている。

## 略歴
ヴィネガー・ジョーは、スタックスの影響を受けた12ピースのジャズとブルースロックのフュージョン・バンドであるDadaから発展した。Dadaは1970年に1枚の同名アルバムをリリースし、ボーカリストのエルキー・ブルックスやギタリストのピート・ゲージがラインナップされていた。アルバムが録音された後、かつてアラン・ボウン・セットに在籍していたシンガーのロバート・パーマーがDadaに加わった。Dadaはアーメット・アーティガンによってアトランティック・レコードと契約を交わした。アメリカ・ツアーの後、アーメットは彼らをイギリスおよびその他の国々においてアイランド・レコードのクリス・ブラックウェルにサブライセンスした。1971年にヴィネガー・ジョーを結成するためにラインナップを減らした上で、キーボード・プレーヤーのデイヴ・トンプソンを追加したが、バンドはまだドラマー不在だった。フィル・コリンズはその仕事にありつけなかった。コンラッド・イシドアとロブ・テイトがファースト・アルバムでドラムを叩いている。ティム・ヒンクリーがデイヴ・トンプソンと一緒にキーボードを追加し、ファースト・アルバムの表紙に登場したのはヒンクリーであった。彼らのデビューLP『ヴィネガー・ジョー』は、1972年4月にイギリスのアイランド・レコードとアメリカのアトコ・レコードからリリースされた。アルバム・カバーには、ジョン・パドリーによって作成されたバンド・メンバーの塑像用粘土モデルが使われている。
ティム・ヒンクリーはキーボードをトンプソンから引き継ぎ、ジョン・ホウケンに引き継がれた。ドラマーのロブ・テイトが最初の一連のライブで演奏し、ジョン・ウッズに引き継がれた。さらにマイク・ディーコンがキーボードを引き継いだ。同じく1972年にリリースされた彼らのセカンド・アルバム『ロックン・ロール・ジプシーズ』のレコーディング中に、キーフ・ハートリーがドラムを演奏した。ギタリストのジム・ミューレンもこのレコードにてバンドに参加し、アメリカ・ツアーにも参加した。アルバムのアートワークはヒプノシスによって提供された。ドラマーのピート・ギャヴィンは、1973年にリリースされた3枚目と最終アルバム『シックス・スター・ジェネラル』のアメリカ・ツアーとレコーディングの前からバンドに参加した。バンドは1974年の春に解散。アラン・パウエルがバンドの最後の週にドラムを演奏した。
その後、ブルックスとパーマーはソロ・ミュージシャンとして成功を収めた。ゲージは音楽プロデューサー兼アレンジャーになり、妻のブルックスとは離婚するまで、またジョーン・アーマトレイディングなどのさまざまなミュージシャンと一緒に仕事し、レストレスやキング・カートなどを含むその後のロカビリーやパンク・バンドを専門として仕事している。

## メンバー
- エルキー・ブルックス (Elkie Brooks) - ボーカル (1971年–1974年)
- ピート・ゲージ (Pete Gage) - ギター (1971年–1974年)
- ロバート・パーマー (Robert Palmer) - ボーカル (1971年–1974年)
- スティーヴ・ヨーク (Steve York) - ベース (1971年–1974年)
- デイヴ・トンプソン (Dave Thompson) - キーボード (1971年–1972年)
- コンラッド・イシドア (Conrad Isidore) - ドラム (1971年–1972年)
- ロブ・テイト (Rob Tait) - ドラム (1971年–1972年)
- ジョン・ホウケン (John Hawken) - キーボード (1972年)
- ジョン・ウッズ (John Woods) - ドラム (1972年)
- マイク・ディーコン (Mike Deacon) - キーボード (1972年–1974年)
- キーフ・ハートリー (Keef Hartley) - ドラム (1972年–1973年)
- ジム・ミューレン (Jim Mullen) - ギター (1972年–1974年)
- ピート・ギャヴィン (Pete Gavin) - ドラム (1973年–1974年)
- アラン・パウエル (Alan Powell) - ドラム (1974年)

アディショナル・ミュージシャン
- デイヴ・ブルックス (Dave Brooks) – テナー・サックス
- ティム・ヒンクリー (Tim Hinkley) – キーボード
- ニック・サウス (Nick South) – ベース
- ガスパー・ロウォール (Gasper Lawall) – パーカッション

## ディスコグラフィ

### アルバム
- Dada (1970年、Atco) ※Dada名義（プレ・ヴィネガー・ジョー）
- 『ヴィネガー・ジョー』 - Vinegar Joe (1972年、Island)
- 『ロックン・ロール・ジプシーズ』 - Rock'n Roll Gypsies (1972年、Island)
- 『シックス・スター・ジェネラル』 - Six Star General (1973年、Island)

### コンピレーション・アルバム
- 『シックス・スター・ジプシーズ』 - Six Star Gypsies (1994年)
- Speed Queen of Ventura: An Introduction to Vinegar Joe (2003年)